# Суарес, Хеффрен
Хеффре́н Исаа́к Суа́рес Берму́дес (исп. Jeffrén Isaac Suárez Bermúdez; 20 января 1988, Сьюдад-Боливар, Венесуэла), более известный как Хеффре́н (исп. Jeffrén) — венесуэльский и испанский футболист, вингер.

## Карьера
В 2003 году, после переезда в Испанию, Хеффрен стал воспитанником академии «Тенерифе», где обучался на протяжении года, пока его не заметили скауты из футбольной академии «Барселоны». В 2004 году молодого футболиста пригласили на просмотр в академию каталонского клуба, где он успешно обучался на протяжении двух лет. В 2006 году Суарес уже начал использовать полученные знания на практике, присоединившись ко второй резервной команде «Барселоны», где провел один сезон, сыграв 7 матчей и забив 1 гол.
Также с 2006 года Хеффрен стал привлекаться к матчам первой резервной команды каталонского клуба, за которую выступал на протяжении трех лет. После того, как Суареса окончательно перевели в 2007 году в первую резервную команду, он смог полностью сконцентрироваться на выступлениях в ней. За три года ему удалось принять участие в 82 матчах команды и забить 14 голов. В 2008 году Суарес впервые был приглашен в первую команду клуба «Барселоны», за который выступал на протяжении трёх лет. За это время полузащитник сыграл 34 матча и забил 3 гола за каталонский клуб.
В 2011 году Хеффрен покинул «Барселону», где провёл в общей сложности семь лет. Футболист подписал контракт сроком на пять лет с лиссабонским «Спортингом», который заплатил за игрока 3,75 миллиона евро. В течение сезона 2011/2012 Хеффрен принял участие более чем в 18 матчах португальской команды и забил 3 гола. Значительную часть сезона он пропустил из-за травмы спины. Со следующего сезона Хеффрен стал испытывать проблемы с лишним весом и в итоге потерял место в составе.
1 февраля 2014 года Хеффрен перешёл в «Реал Вальядолид». Контракт с игроком был заключён сроком на два с половиной года. 29 августа 2015 года контракт Хеффрена был досрочно расторгнут. В тот же день он в статусе свободного агента подписал трёхлетнее соглашение с бельгийским клубом «Эйпен», представляющим второй дивизион чемпионата Бельгии, провёл в клубе два сезона и вышел с ним из второго дивизиона в первый.
В 2017 году подписал контракт с швейцарским клубом «Грассхоппер».

### Выступления за сборную
С 2004 по 2011 год Хеффрен принял участие в 30 матчах и забил 7 мячей за молодёжную сборную Испании до 16, 17, 19, 20 и 21 года. В составе юношеской сборной Испании среди игроков до 19 лет он в 2006 году стал чемпионом Европы. В 2011 году Хеффрен вместе с молодёжной сборной выиграл чемпионат Европы среди молодёжи.
В 2015 году Хеффрен согласился выступать за сборную Венесуэлы. В марте он оформил документы, разрешающие ему выступать за сборную своей родины. Его официальный дебют в национальной сборной Венесуэлы состоялся 8 сентября 2015 года в товарищеском матче со сборной Панамы.

## Статистика
Конец сезона 2014/2015
| Клуб                | Сезон            | Чемпионат | Чемпионат | Кубки | Кубки | Еврокубки | Еврокубки | Другие | Другие | Всего | Всего |
| Клуб                | Сезон            | Игры      | Голы      | Игры  | Голы  | Игры      | Голы      | Игры   | Голы   | Игры  | Голы  |
| ------------------- | ---------------- | --------- | --------- | ----- | ----- | --------- | --------- | ------ | ------ | ----- | ----- |
| Барселона Б         | 2006/07          | 32        | 3         | 0     | 0     | 0         | 0         | 0      | 0      | 32    | 3     |
| Барселона Б         | 2007/08          | 30        | 6         | 0     | 0     | 0         | 0         | 0      | 0      | 30    | 6     |
| Барселона Б         | 2008/09          | 20        | 5         | 0     | 0     | 0         | 0         | 0      | 0      | 20    | 5     |
| Барселона Б         | Итого            | 82        | 14        | 0     | 0     | 0         | 0         | 0      | 0      | 82    | 14    |
| Барселона           | 2006/07          | 0         | 0         | 1     | 0     | 0         | 0         | 0      | 0      | 1     | 0     |
| Барселона           | 2007/08          | 0         | 0         | 0     | 0     | 0         | 0         | 0      | 0      | 0     | 0     |
| Барселона           | 2008/09          | 2         | 0         | 0     | 0     | 0         | 0         | 0      | 0      | 2     | 0     |
| Барселона           | 2009/10          | 12        | 2         | 2     | 0     | 2         | 0         | 2      | 0      | 18    | 2     |
| Барселона           | 2010/11          | 8         | 1         | 3     | 0     | 2         | 0         | 0      | 0      | 13    | 1     |
| Барселона           | Итого            | 23        | 3         | 6     | 0     | 4         | 0         | 2      | 0      | 35    | 3     |
| Спортинг (Лиссабон) | 2011/12          | 11        | 3         | 3     | 0     | 4         | 0         | 0      | 0      | 18    | 3     |
| Спортинг (Лиссабон) | 2012/13          | 13        | 2         | 4     | 0     | 4         | 0         | 0      | 0      | 21    | 2     |
| Спортинг (Лиссабон) | Итого            | 24        | 5         | 7     | 0     | 8         | 0         | 0      | 0      | 39    | 5     |
| Вальядолид          | 2013/14          | 11        | 1         | 0     | 0     | 0         | 0         | 0      | 0      | 11    | 1     |
| Вальядолид          | 2014/15          | 35        | 3         | 1     | 0     | 0         | 0         | 0      | 0      | 36    | 3     |
| Вальядолид          | Итого            | 46        | 4         | 1     | 0     | 8         | 0         | 0      | 0      | 47    | 4     |
| Всего за карьеру    | Всего за карьеру | 105       | 17        | 6     | 0     | 4         | 0         | 2      | 0      | 117   | 17    |

## Достижения
«Барселона»
- Чемпион Испании (3): 2008/09, 2009/10, 2010/11
- Обладатель Суперкубка Испании (2): 2009, 2010
- Победитель Лиги Чемпионов: 2010/11
- Победитель Клубного чемпионата мира: 2009

Сборная Испании
- Чемпион Европы (юноши до 19 лет): 2006
- Чемпион Европы (молодёжь): 2011